# Hamm am Rhein
Hamm am Rhein település Németországban, Rajna-vidék-Pfalz tartományban. Lakosainak száma 2034 fő (2023. december 31.).

## Népesség
A település népességének változása:
| Lakosok száma | 1874 | 2049 | 2046 | 2035 | 2030 | 2034 |
|               | 1975 | 2017 | 2019 | 2021 | 2022 | 2023 |